# Jim Bennett
James Arthur Bennett, né le 2 avril 1947 à Belfast et mort le 28 octobre 2023, est un conservateur de musée et historien des sciences britannique.

## Carrière

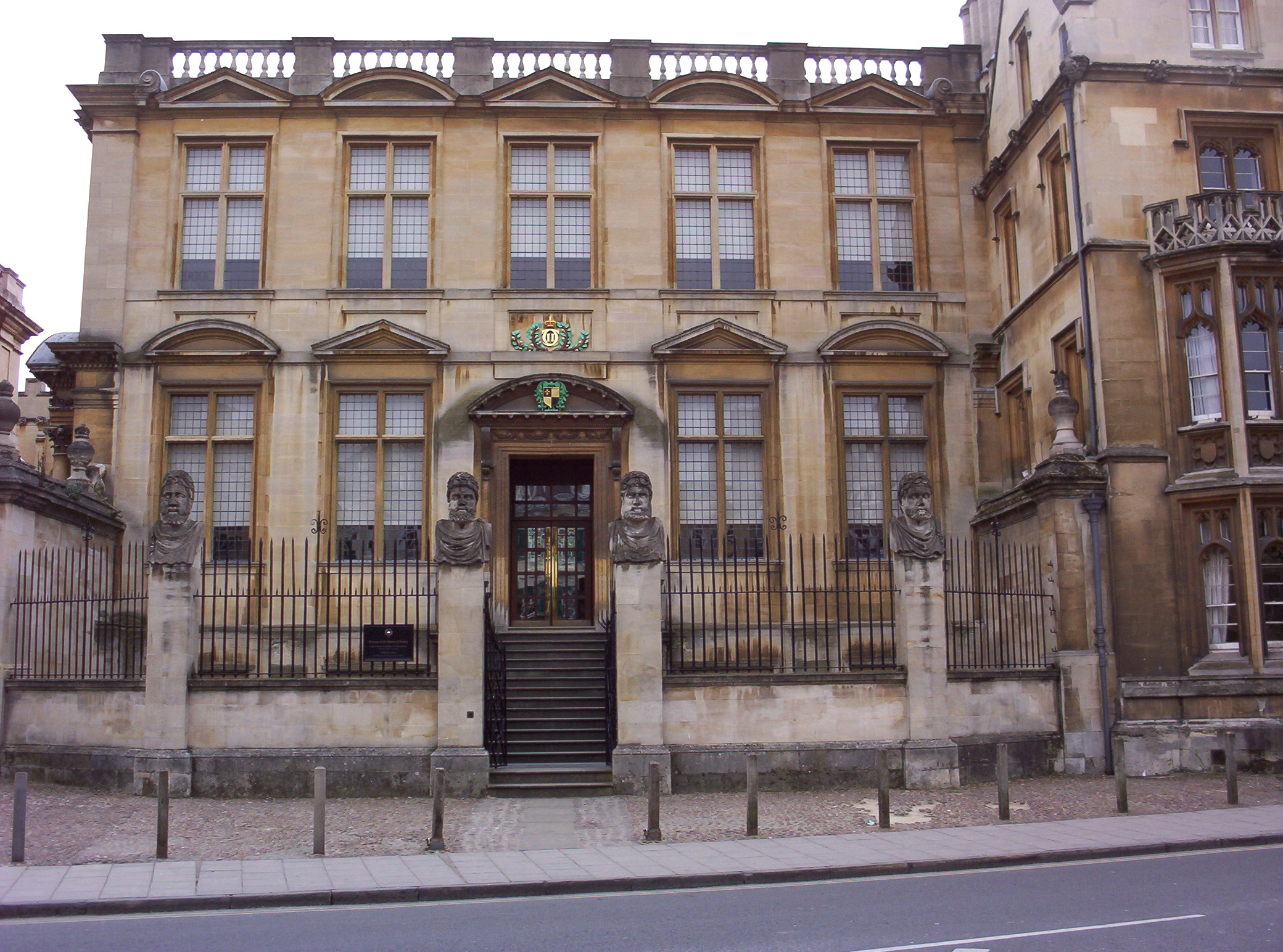
Jim Bennett est le directeur du Musée d'histoire des sciences d'Oxford (ci-dessus).

Jim Bennett fait ses études au Grosvenor High School, à Belfast, et au Clare College, à Cambridge, où il obtient un baccalauréat et un doctorat en 1969 et 1974. Il est directeur du Musée d'histoire des sciences de l'Université d'Oxford (rebaptisé depuis Musée d'histoire des sciences) . Il est nommé le 1er octobre 1994, à la retraite de l'ancien directeur, Francis Maddison  et prend sa retraite le 30 septembre 2012. Il est également membre de la Faculté d'histoire  et du Linacre College. En 2010, l'Université d'Oxford lui décerne le titre de professeur d'histoire des sciences. Auparavant, il est membre et tuteur principal du Churchill College et conservateur du Musée Whipple d'histoire des sciences, tous deux faisant partie de l'Université de Cambridge. Depuis 2016, il est président de la Hakluyt Society. Il occupe également le poste de Keeper Emeritus au Science Museum de Londres .
Il s'intéresse à l'histoire des mathématiques pratiques du XVIe au XVIIIe siècle, les instruments scientifiques et l'astronomie. Son travail à Cambridge comprend l'utilisation pratique d'instruments scientifiques et de navigation, l'utilisation de la collection Whipple pour enseigner aux étudiants de premier cycle le fonctionnement des instruments et la compréhension des difficultés rencontrées par les professeurs d'histoire de ces instruments.
Jim Bennett est président de la Société britannique d'histoire des sciences et président de la Commission des instruments scientifiques de l'Union internationale d'histoire et de philosophie des sciences ,. Il est également apparu dans des documentaires télévisés .

## Publications
- Le cercle divisé : une histoire des instruments d'astronomie, de navigation et d'arpentage, Jim Bennett. Oxford, 1987.
- Église, État et astronomie en Irlande, 200 ans d'observatoire d'Armagh, Jim Bennett. Belfast, 1990.
- Le Jardin, l'Arche, la Tour, le Temple. Métaphores bibliques de la connaissance au début de l'Europe moderne , Jim Bennett et S. Mandelbrote. Oxford, 1998.
- Géométrie pratique et connaissances opérationnelles, Jim Bennett. Configurations, 6, 1998.
- Leonardo de Londres : La vie et l'œuvre de Robert Hooke, Jim Bennett, Michael Cooper, Michael Hunter et Lisa Jardine. Presse universitaire d'Oxford, 2003. (ISBN 0-19-852579-6)[9] .